# Brekinska
Brekinska – wieś w Chorwacji, w żupanii pożedzko-slawońskiej, w mieście Lipik. W 2011 roku liczyła 126 mieszkańców.